# Thomas Schulte-Michels
Thomas Schulte-Michels (* 4. November 1944 in Straßburg) ist ein deutscher Schauspieler, Theater- und Opernregisseur.

## Leben
Er studierte von 1966 bis 1972 Germanistik, Geschichte und Philosophie an der Universität Bonn. Nach einer privaten Schauspielausbildung gab er seine ersten Inszenierungen an der Studiobühne am Germanistischen Seminar der Uni-Bonn. Von 1971 bis 1975 war er Schauspieler und Regieassistent am Stadttheater Bonn.
In Moers, Dortmund, Krefeld, Bonn und Neuss wirkte er als Regisseur und leitete von 1977 bis 1979 in Vertretung von Holk Freytag das Schlosstheater Moers im Moerser Schloss. 1979 bis 1981 war er Regisseur am Stadttheater Mainz.
1980 erregte er Aufsehen mit einer umstrittenen, von Heinz Galinski in der Allgemeinen Jüdischen Wochenzeitung als frivole Banalisierung kritisierten Inszenierung von Die Ermittlung an der Freien Volksbühne Berlin.
Von 1981 bis 1986 war er am Staatstheater Stuttgart tätig, wo er unter anderem 1983 Heinar Kipphardts Bruder Eichmann inszenierte. Gastinszenierungen führten ihn an verschiedene andere Theater, darunter die Münchner Kammerspiele, wo er 1985 bei Endspiel und 1986 bei Harold Pinters Heimkehr die Regie übernahm. 1984 führte er Regie bei „Die Frau vom Meer“ (H. Ibsen) an den Staatlichen Schauspielbühnen Berlin.
Von 1985 bis 1992 war er als Regisseur am Bayerischen Staatsschauspiel verpflichtet. Zu seinen Arbeiten hier gehörten die deutschen Erstaufführung von John MacLachlan Gray & Eric Petersons Billy Bishop steigt auf (1986) und Jane Bowles’ In the Summer House (1987) sowie Geschlossene Gesellschaft (1988), Marat/Sade (1988), Der grüne Kakadu (1989), Cyrano de Bergerac (1990), Sechs Personen suchen einen Autor (1990), Frank Wedekinds Marquis von Keith (1991), Maria Stuart (1991), Julien Greens Ein Morgen gibt es nicht (1991), die deutsche Erstaufführung von Peter Flannerys Singer (1992) und Sam Shepards Schocks (1993).
Im Theater in der Josefstadt inszenierte er Victor oder die Kinder an der Macht (1991) und Tartuffe (1992, mit Helmut Lohner). Seit 1993 arbeitete er vor allem am Schauspiel Frankfurt. Aufführungen unter seiner Regie waren hier Tom Stoppards Künstler, eine Treppe hinabsteigend (1993), Tony Kushners Angels in America (1993/94), Der Besuch der alten Dame (1995), Armando Llamas’ Die Morde der jüdischen Prinzessin (1996, deutsche Erstaufführung), Des Teufels General (1997) und Woody Allens Kugeln überm Broadway (1997).
Ab 2001 inszenierte er unter anderem am Thalia-Theater Hamburg, am Schillertheater Berlin, an den Kammerspielen München und am Deutschen Theater Berlin.
In der letzten Zeit legte er am Saarländischen Staatstheater in Saarbrücken Interpretationen von Schillers Räubern, Gogols Revisor, Aristophanes’ Vögeln und Ben Johnsons Volpone vor.
Seit 1987 führte er in zahlreichen Musiktheaterproduktionen Regie, darunter am Deutschen Nationaltheater Weimar, am Badischen Staatstheater Karlsruhe, am Theater Basel, am Theater Biel Solothurn, bei den Salzburger Festspielen, an der Deutschen Oper am Rhein in Düsseldorf sowie an der Volksoper Wien.

## Auszeichnungen
- Karl-Skraup-Preis